# Richard Kenneth Guy
Richard Kenneth Guy, angleško-kanadski matematik, * 30. september 1916, Nuneaton, grofija Warwickshire, Anglija, † 9. marec 2020, Calgary, Kanada.
Guy je bil profesor emeritus na Oddelku za matematiko Univerze v Calgaryju, kjer je umrl v 104. letu. Najbolj je znan po soavtorstvu, skupaj s Conwayjem in Berlekampom, zbirke matematičnih iger Zmagovite poti za vaše matematične igre (Winning Ways for your Mathematical Plays), ter po knjigi Nerešeni problemi v teoriji števil (Unsolved Problems in Number Theory). Objavil je tudi več kot 100 strokovnih člankov in knjig s področja kombinatorične teorije iger, teorije števil in teorije grafov.
Razvil je močni zakon o majhnih številih, ki pravi, da ni na razpolago dovolj majhnih celih števil za mnogo problemov, povezanih z njimi. Zakon pojasnjuje veliko naključij in vzorcev, najdenih med mnogimi kulturami.
Conway, M. Goldberg in Guy so leta 1969 opisali monostatične politope in skonstruirali takšen trirazsežni politop s samo devetnajstimi ploskvami.